# SMY Hohenzollern (1892)
O SMY Hohenzollern foi o iate pessoal do imperador Guilherme II da Alemanha, tendo sido operado pela Marinha Imperial Alemã. Sua construção começou em julho de 1891 nos estaleiros da AG Vulcan em Estetino e foi lançado ao mar em junho do ano seguinte, sendo comissionado em abril de 1893. Guilherme frequentemente fazia viagens pelo Mar do Norte e Mar Báltico, principalmente para cruzeiros na Noruega. Entretanto, o navio era notório por sua instabilidade.
O Hohenzollern foi tirado de serviço no começo da Primeira Guerra Mundial em julho de 1914 e ancorado em Kiel. Seu substituto, que também recebeu o mesmo nome, foi lançado em setembro do mesmo ano, porém nunca chegou a ser finalizado por causa da guerra e acabou posteriormente desmontado. O iate tornou-se propriedade da República de Weimar ao final do confronto em 1918 e descomissionado, sendo completamente desmontado em 1923.